# Alexander Knezevic
Alexander Knezevic (* 14. Oktober 1981) ist ein österreichischer Fußballtorwart.

## Leben
Seine erste Station als Jugendspieler war der örtliche Verein im steiermärkischen Gaal. Über den FC Zeltweg kam Alexander Knezevic ins Bundesliga-Nachwuchszentrum GAK/Sturm. Anschließend spielte er sieben Jahre in der Bundesliga beim SK Sturm Graz als Ersatztormann, wobei er auch beim Meisterschaftssieg 1998/99 zum Einsatz kam. Er stand auch in der Amateurmannschaft des SK Sturm, die in der Meisterschaft der Regionalliga Mitte auftrat.
In seiner letzten Saison bei Sturm Graz 2003/04 stand Alexander Knezevic noch bei vier Ligaspielen im Tor. Nachdem ein Wechsel zur Kapfenberger SV gescheitert war, weil die Vereine sich nicht über die Höhe der Ausbildungsentschädigung einigen konnten. 2005 beendete er verletzungsbedingt seine Karriere beim unterlassigen Pachern. Von 2009 bis 2010 war er als Torwarttrainer beim SC Kalsdorf in der Regionalliga Mitte tätig. Heute trainiert er noch gelegentlich zwei seiner vier Söhne, seinen 2010 geborenen Sohn Luca sowie seinen älteren Sohn Nico, der 2009 geboren ist. Beide spielen als Torwarteim Nachwuchsbereich des SK Sturm Graz und GAK.
Der gelernte Bankkaufmann ist seit 2004 im Bereich Banken und Bausparkassen beruflich tätig. Nach dem Ende seiner Karriere war Knezevic, der den Sport-Zweig am Bundesoberstufenrealgymnasium Monsbergergasse in Graz besucht und 1999 mit der Matura abgeschlossen hatte, von 2004 bis 2007 als Privatkundenbetreuer und Key-Account-Manager bei der BAWAG tätig und wechselte im Jahr 2008 als leitender Produktmanager zur Ertrag & Sicherheit Vermögensberatung Ges.m.b.H. in Graz. Laut der offiziellen Presseaussendung war er dort anfangs als stellvertretender Abteilungsleiter für das Key-Account-Management mit führenden österreichischen Banken sowie für die Qualitätssicherung des Finanzierungsgeschäfts im Vertrieb zuständig. Im Jahr 2012 übernahm er innerhalb der österreichischen Wüstenrot-Gruppe die Stelle als Regionaldirektor für die Bundesländer Steiermark, Oberösterreich und Kärnten in den Bereichen Bausparkasse und Versicherung. Seit 2022 ist Knezevic bei Wüstenrot als Chief Sales Officer (CSO) im Top-Management des Unternehmens tätig.